# 基南斯維爾 (北卡羅萊納州)
基南斯維爾（英語：Kenansville）是一個位於美國北卡羅萊納州杜普林縣的城鎮。同時該地也是杜普林縣的縣治。

## 人口
根據2020年美國人口普查的數據，基南斯維爾的面積為5.48平方千米，皆為陸地。當地共有人口770人，而人口密度為每平方千米141人。